# Италия на летних Олимпийских играх 1936
Италия была представлена на летних Олимпийских играх 1936 года 240 спортсменами (223 мужчины, 17 женщин), выступившими в состязаниях по 17 видам спорта. Итальянская сборная завоевала 22 медали (8 золотых, 9 серебряных и 5 бронзовых), что вывело её на 4 место в неофициальном командном зачёте.

## Медалисты
| Медаль  | Спортсмен | Вид спорта            | Дисциплина                             |
| ------- | --- | --------------------- | -------------------------------------- |
| Золото  | Требизонда Валла | Лёгкая атлетика       | Женщины, 80 м с барьерами              |
| Золото  | Бруно Вентурини Альфредо Фони Пьетро Рава Джузеппе Бальдо Акилле Пиччини Уго Локателли Аннибале Фросси Либеро Маркини Луиджи Скарабелло Карло Бьяджи Джулио Каппелли Серджо Бертони Альфонсо Негро Франческо Габриотти | Футбол                | Мужчины                                |
| Золото  | Ульдерико Серго | Бокс                  | Мужчины, до 53,5 кг                    |
| Золото  | Франко Риккарди | Фехтование            | Мужчины, шпага, личное первенство      |
| Золото  | Франко Риккарди Альфредо Пеццана Эдоардо Манджаротти Саверио Раньо Джанкарло Корнаджа-Медичи Джанкарло Брузати | Фехтование            | Мужчины, шпага, командное первенство   |
| Золото  | Джулио Гаудини | Фехтование            | Мужчины, рапира, личное первенство     |
| Золото  | Джулио Гаудини Джорджо Боккино Манлио Ди Роза Джоаккино Гваранья Чиро Верратти Густаво Марци | Фехтование            | Мужчины, рапира, командное первенство  |
| Золото  | Бруно Бьянки Луиджи Де Манинкор Доменико Мардини Луиджи Поджи Энрико Поджи | Парусный спорт        | Класс «8 метров»                       |
| Серебро | Марио Ланци | Лёгкая атлетика       | Мужчины, 800 м                         |
| Серебро | Орацио Мариани Джанни Кальдана Элио Раньи Туллио Гоннелли | Лёгкая атлетика       | Мужчины, эстафета 4×100 м              |
| Серебро | Бьянко Бьянки Марио Джентили Армандо Латини Северино Ригони | Велоспорт             | Мужчины, командная гонка преследования |
| Серебро | Команда | Академическая гребля  | Мужчины, двойки с рулевым              |
| Серебро | Команда | Академическая гребля  | Мужчины, восьмёрки                     |
| Серебро | Гавино Матта | Бокс                  | Мужчины, до 50,8 кг                    |
| Серебро | Саверио Раньо | Фехтование            | Мужчины, шпага, личное первенство      |
| Серебро | Густаво Марци | Фехтование            | Мужчины, сабля, личное первенство      |
| Серебро | Густаво Марци Винченцо Пинтон Альдо Машотта Атхос Танцини Альдо Монтано Джулио Гаудини | Фехтование            | Мужчины, сабля, командное первенство   |
| Бронза  | Луиджи Беккали | Лёгкая атлетика       | Мужчины, 1500 м                        |
| Бронза  | Джорджо Обервегер | Лёгкая атлетика       | Мужчины, метание диска                 |
| Бронза  | Сильвано Абба | Современное пятиборье | Мужчины, личное первенство             |
| Бронза  | Джанкарло Корнаджа-Медичи | Фехтование            | Мужчины, шпага, личное первенство      |
| Бронза  | Джорджо Боккино | Фехтование            | Мужчины, рапира, личное первенство     |

## Результаты соревнований

### Академическая гребля
Соревнования в академической гребле на Играх 1936 года проходили с 11 по 14 августа. В следующий раунд из каждого заезда проходили несколько лучших экипажей (в зависимости от раунда и дисциплины). В финал выходили 6 сильнейших экипажей.
Мужчины
| Соревнование | Спортсмены            | Предварительный заезд | Предварительный заезд | Предварительный заезд | Отборочный заезд | Отборочный заезд | Отборочный заезд | Полуфинал            | Полуфинал            | Полуфинал            | Финал                | Финал                |
| Соревнование | Спортсмены            | Заезд                 | Время                 | Место                 | Заезд            | Время            | Место            | Заезд                | Время                | Место                | Время                | Место                |
| ------------ | --------------------- | --------------------- | --------------------- | --------------------- | ---------------- | ---------------- | ---------------- | -------------------- | -------------------- | -------------------- | -------------------- | -------------------- |
| одиночки     | Риккардо Штайнляйтнер | 4                     | 7:30,6                | 2                     | 2                | 7:31,4           | 2                | завершил выступление | завершил выступление | завершил выступление | завершил выступление | завершил выступление |